# Wendax

## História
A Wendax foi uma pequena fabricante de veículos da Alemanha, sediada na cidade de Hamburgo, nos anos de 1930 a empresa produziu motocicletas e pequenas vans de três rodas, parecidas com o Motokar da Kasinski. Em 1950 após a Segunda Guerra Mundial a empresa decide fabricar carros e de início se sai bem pois a demanda de bens na Alemanha do pós guerra era enorme. Um ano depois em 1951 a Wendax desaparece para sempre.

## Referência
- Fonte: http://www.cartype.com